# Teoría PNJ
La teoría PNJ (en inglés Teoría NPC) o teoría del personaje no jugador es una teoría de origen social que se abrió camino en las redes sociales en 2016. La base de esta teoría consiste en que existe un porcentaje de la población que no son realmente personas sino entes sin alma que viven llevados por unos estándares predefinidos, siguiendo las tendencias predominantes. El nombre de la teoría viene dado por el parecido de estos individuos a los llamados PNJ (personajes no jugadores) de videojuegos y juegos de rol. Esta teoría ha sido frecuentemente utilizada en conflictos entre la izquierda y la derecha política, sobre todo con la llegada de Donald Trump a la presidencia de los Estados Unidos en 2017. La teoría ha aparecido, en repetidas ocasiones, en medios de comunicación como The New York Times, BBC, The Verge y Breitbart News, entre muchos otros, los cuales ayudaron todavía más a su crecimiento. Además, la teoría volvió a popularizarse en España en 2021 a través de un talk show de Internet, en la plataforma de retransmisiones en directo Twitch, conocido como Yo, Interneto. 

## Historia
La teoría se origina a través de un meme publicado por un usuario anónimo de la página 4chan en el año 2016, creando un hilo llamado «Are you an NPC?» (¿Eres un PNJ?), en el cual planteó la hipótesis metafísica de que el stock de almas en la Tierra es finito, por lo que el aumento de la población después de llegar a dicho límite habría provocado que muchas personas sean entes sin alma, que llevan adelante una vida sin sentido, siguiendo las tendencias sociales predominantes.
Aun así, la teoría no trascendió mucho más hasta el 5 de septiembre de 2018, cuando varios hilos aparecieron hablando sobre la gente «sin monólogo interior» y refiriéndose a ellos como PNJ. Unos días más tarde se añadió a todos estos hilos una modificación del meme Wojak para aportar una representación gráfica. A partir de allí, la teoría dio el salto a Reddit y a Twitter, donde se popularizó todavía más.
El meme empezó a ser utilizado por simpatizantes del (en ese momento) presidente de los Estados Unidos, Donald Trump. Durante las semanas cercanas a las elecciones de medio mandato de Estados Unidos de 2018, el meme empezó a ser usado en relación con las distintas campañas electorales, apareciendo en muchos medios de comunicación del país y aumentando considerablemente las búsquedas en Google de «NPC Wojak». Además, durante octubre de ese mismo año, se produjo una creación en masa de cuentas de Twitter que representaban ser PNJ, hecho al que Twitter tuvo que reaccionar eliminando 1500 de estas cuentas falsas, pero no sin antes haber registrado el uso de la palabra «NPC» dentro de la red social más de 30 000 veces en 24 horas. Dichas cuentas falsas fueron usadas para caracterizar a los liberales como entes sin pensamiento único y para distribuir noticias falsas.

### En España
A raíz de los acontecimientos en Estados Unidos, un grupo organizado de personas en la página de Foro Coches intentó popularizar el meme en España a través de la creación de bots, pero no lograron tener éxito. A pesar de ello, antes de desaparecer del foro, lograron pasar su organización a un servidor de Discord privado.
La verdadera popularización a gran escala del meme y de la teoría, en el país, llegó en octubre de 2021, a través de un talk show de Internet, en la plataforma de retransmisiones en directo Twitch, conocido como Yo, Interneto. Dicha edición del programa contaba esa noche con Jorge Orejudo (conocido como Goorgo) como uno de los invitados. Este creador de contenido en línea y a la vez propietario del club de deportes electrónicos Team Heretics fue quien introdujo la Teoría PNJ en la tertulia, la cual fue debatida por sus participantes, entre ellos, los tres presentadores del programa: German García, Darío Manzano y Abraham Bandera (conocidos como Orslok, Dario Eme Hache y Srcheeto, respectivamente). Además, también contaban con la presencia de Carlos Martín (conocido como byCalitos) como otro de los invitados. El fragmento del programa fue recogido en un vídeo y publicado, el día 19 del mismo mes, en su propio canal de YouTube, acumulando más de 200 000 visitas y 14 000 «me gustas». Además, unos días más tarde, en otra edición del programa, se volvió a hacer hincapié en la teoría, generando así otro vídeo dónde German García (conocido como Orslok) contaba una experiencia personal con relación a un individuo el cual parecía corresponder a ser un PNJ. Este vídeo, publicado el 5 de noviembre de 2021, acumula más de 170 000 visitas y 10 000 «me gustas». A partir de la popularización de dichos vídeos, las redes sociales empezaron a llenarse de contenido relacionado con la teoría, convirtiéndola en un meme conocido por miles de internautas.

## Representación gráfica
La representación gráfica del personaje no jugador se basa en un meme conocido como Wojak (también llamado feels guy). Dicha representación se define como un dibujo creado en Microsoft Paint en 2010, que consta de un diseño simple que representa un hombre calvo, de color gris, con la nariz triangular y un rostro inexpresivo.

## Aparición en los medios de comunicación
El meme del PNJ ha aparecido en diversidad de medios de comunicación de todo el mundo, llegando a su pico de popularidad en el otoño de 2018. Según The Verge, algunos artículos publicados durante esa época provocaron un «efecto dominó» que llevó a una mayor difusión del meme en Twitter, YouTube y muchas otras plataformas. El meme también ha sido cubierto por agencias de noticias de diferentes posturas políticas, incluidas Kotaku, una agencia de noticias de videojuegos que afirmó ser «de extrema izquierda» y también Breitbart News, una agencia de noticias que afirmó ser «de extrema derecha».